# Ina Beyermann
Ina Beyermann, née le 11 avril 1965 à Leverkusen, est une nageuse allemande ayant représenté la République fédérale allemande.

## Palmarès

### Jeux olympiques
- Los Angeles 1984
  -  Médaille d'argent en 4 × 100 m 4 nages.
  -  Médaille de bronze en 200 m papillon[1].

### Championnats d'Europe
- Championnats d'Europe 1983 à Rome (Italie) :
  -  Médaille d'argent en 4 × 200 m nage libre ;
  -  Médaille de bronze en 4 × 100 m nage libre ;
  -  Médaille de bronze en 4 × 100 m 4 nages.